# تفاعل بيلؤوسوف-جابوتينسكي
تفاعل بيلـؤوسوڤ-جابوتينسكـي (Belousov-Zhabotinsky reaction) هو نوع من أنواع التفاعلات الكيميائية التي تحدث خارج حالة التوازن في التحريك الحراري. وهي تنتج عن متأرجح كيميائي لا خطي، أي أن تركيز المواد الوسيطة والمحفزات الداخلة في النظام الكيميائي تقوم بالتأرجح بصفة دورية خلال المكان والزمن قبل الدخول في حالة التوازن النهائية (و هو ما يعبر عنه في الرياضيات بالتَشَعُب
التفاعل الأساسي، والذي يحمل اسم هذه الظاهرة، هو تأكسد حمض المالونيك من قبل البرومات -BrO3 محفزا بزوج أيونات السيريوم + Ce4 + / Ce3 في وسط مائي
.
يكتسي تفسير هذا التفاعل المعقد نسبيا، أهمية نظرية في مجالي الكيمياء وعلم الأحياء، حيث يقدم نموذجا للنظم البعيدة عن التوازن مثل ضهور الأشكال ذاتية التعضية وظاهرة التفاعل والانتشار الشائعة في البنى الأحيائية الفضائية
.

## تاريخ الاكتشاف
في الخمسينات من القرن الماضي، كان الكيميائي الروسي بوريس باڤلوڤيتش بيلؤوسوڤ Boris Pawlowitsch Beloussow مهتما بـدورة حمض الستريك الأحيائية Citric acid cycle، وهي مجموعة تفاعلات كيميائية مركزية في الاستقلاب الخلوي، وكان يدرس خاصة دور حمض الستريك الذي يشكل نقطة الرجوع في هذه الدورة، حيث يتأكسد هذا الأخير بواسطة تحفيز إنزيمي لينتج وسيط الايزو-سيترات Isocitrate. في إطار ذلك أراد بيلؤوسوڤ تقدير كمية حمض الستريك في وسط عضوي باستعمال عامل مؤكسد ألا وهو برومات البوتاسيوم KBrO3. وبما أن التفاعل كان بطيئا جدا أضاف كمية من كبريتات السيريوم Cerium(IV) sulfate، كمحفز فلزي، لتسريع العملية. وهنا لاحظ بالصدفة أن الوسط التفاعلي يتغير لونه بصفة دورية ومستمرة. قرر بيلؤوسوڤ توجيه مجهوداته لدراسة هذه الظاهرة، بتسوية كمون الهيدرجين pH وذلك بمحلول ضعيف التركيز من حمض الكبريتيك وإضافة الحديدين Ferroïn كمؤشر لوني لتغير تركيز البرومات
. وتحصل بذلك على محلول يتغير لونه بصفة دورية وعلى منوال متتابع من اللون الأحمر إلى اللون الأزرق، بفاصل زمني يقدر بحوالي 75 ثانية. فشل بيلؤوسوڤ في نشر بحوثه لعدم اقتناع الممتحنين بوجود تأرجح كيميائي، لأنه يخرق بذلك القانون الثانـي للتحريك الحراري والذي ينص على أن تطور أي نظام كيميائي تلقائي يترافق مع ارتفاع في إنتروبية الكـون. ومن المعروف، في أي تفاعل كيميائـي كلاسيكي، أن تركيز المتفاعلات Reactants ينخفظ بصفة متصلة بينما يرتفع عكسيا تركيز المنتجات Products للوصول إلى حالة التوازن النهائية. وأمام هذا الرفض عدل بيلؤوسوڤ عن هذه الدراسة وذلك بعد أن نشر مقالة مختصرة في دورية روسية عادية تحت عنوان التفاعلات الدورية وآلياتها
.
وفي سنة 1961، أثارت دراسة بيلؤوسوڤ اهتمام عالم الفيزياء الحيوية الروسي أناتولي ماركوڤيتش جابوتينسكي Anatoli Markowitsch Zhabotinsky، فقام باعادة التفاعل مع تغيير حمض الستريك بحمض المالونيك بناء على نصيحة أستاذه. وبالاحتفاظ بنفس الظروف الأخرى، توصل جابوتينسكي لتحقيق تأرجح كيميائي زمني أفضل وأكثر وضوحا من سابقه. وخلال سكبه للمحلول على شكل غشاء رقيق لا يتعدى سمكه 1 ميليمتر لاحظ جابوتينسكي تكون تشكيلات معقدة في شكل أمواج مستديرة مشتركة المركز أو حلزونية ملتفة
.
ضل تفاعل بيلؤوسوڤ-جابوتينسكي في تلك الفترة مجرد ظاهرة عجيبة ومثيرة للتساؤلات. وفي سنة 1972، توصل ثلاثة باحثين، من جامعة أوريغون، وهم فيلد R. J. Field ونوييس R. M. Noyes  وكوروس E. Körös إلى تفسير آلية التفاعل بواسطة نموذج معقد مكون من 18 تفاعلا متسلسلا يتدخل فيها 21 نوعا كيميائيا مختلفا. إضافة إلى ذلك، اقترح ثلاثتهم شكلا نظريا مبسطا للتفاعل مكون من خمس مراحل سمي «الأوريغوناتور» Oregonator، على اسم الجامعة التي ينتمون إليها.
وكانت كتاب الأسس الكيميائية للتشكل الحيوي The chemical basis of morphogenesis الذي نشره الرياضي الشهير آلان تورنغ سنة 1952، يتنبأ بإمكانية ضهور البنى المعقدة عند التشكل الجنيني بواسطة مواد كيميائية، سماها تورنغ بالمشكلات Morphogens، تنتشر وتتفاعل لتغير خاصية الفضاء الأحيائي المحيط بها
.
استرعى نموذج تورنغ الرياضي انتباه إيليا بريغوجين Ilya Prigogine وغريغوار نيكوليس Gregoire Nicolis، من جامعة بروكسل الحرة، اللذان قاما بتعديله ليضهر أن بعض التفاعلات الكيميائية البعيدة عن حالة التوازن في التحريك الحراري، مثل تفاعل بيلؤوسوڤ-جابوتينسكي، يمكن أن تنتج نظما فضائية معقدة ذاتية التعضية
. وسمي هذا النموذج بنفس الطريقة «البروكسيلاتور» Bruxellator.
واصل جابوتينسكي ومعاونوه في جامعة بوسطن، أبحاثهم حول التشكيلات الفضائية المعقدة التي يضهرها التفاعل، وتبين أنها موجات كيميائية Chemical waves تتصرف فيزيائيا مثل موجات الصوت أو الضوء من خلال الانعكاس والانكسار على وسط غروي
.

## طريقة التحضير
يمكن الحصول على تفاعل بيلؤوسوڤ-جابوتينسكي بالطريقة التالية:

- نقوم بإذابة 84 جم من برومات البوتاسيوم KBrO3 في 750 مل من حمض الكبريتيك المركز وخلطها ثم إضافة لتر من هذا الأخير إلى أن نتحصل على تركيز 0,5 mol.L−1 من البرومات -BrO3 (محلول أ).[11]
- يحضر محلول حمض المالونيك بإذابة 52 جم من هذا الأخير في 750 مل من الماء المقطر، بعد الخلط يضاف لتر من الماء المقطر للحصول كذلك على تركيز 0,5 mol.L−1 من المالونات (محلول ب)
- يذاب 1 جم من برومير الصوديوم NaBr في 10 مل من الماء المقطر لإيجاد 0,97 mol.L−1 من أيون البورم - Br (محلول ج)
- يستعمل محلول الحديدين بتركيز 25 mmol.L−1 كمؤشر لوني لكمون الأكسدة والإرجاع (محلول د)، الحديدين {\displaystyle \textstyle (Fe[Ophen]_{3})^{+}} هو معقد من الحديد III ومادة الأرثوفينونترولين Orthophenantroline ولونه أحمر يتحول إلى اللون الأزرق عندما يتأكسد (محلول د).
- في دورق بلوري تسكب المحاليل كالتالي: 7 مل من المحلول (أ) و 3,5 مل من المحلول (ب) و 1 مل من المحلول (ج) ثم تخلط باستعمال محرك مغنطيسي Magnetic stirrer إلى أن يختفي البروم بلونه البني.
- مع مواصلة الخلط يضاف 1 مل من المحلول (د)، يشاهد حينها أن لون وسط التفاعل يتغير بطريقة دورية من الأزرق إلى الأحمر.[12]
- لمشاهدة التشكيلات الفضائية المعقدة للتفاعل، تسكب بضع قطرات من المحلول، باستعمال ماصة، على ورق مرشح أو غشاء رقيق مفروش على علبة بتري.

## الآلية

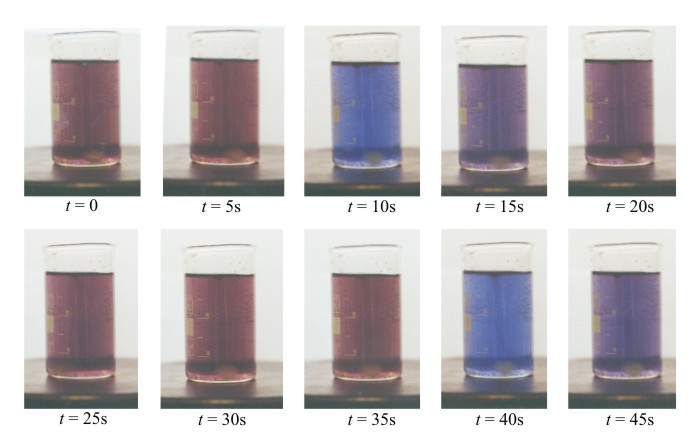
صورة لتأكسد حمض المالونيك من قبل البرومات يظهر من خلاله التأرجح الدوري للون وسط التفاعل.